# День народного повстання у Македонії (1941)
День македонського повстання 1941 року відзначається 11 жовтня. Він відзначається в річницю початку Македонського повстання проти фашизму під час Другої світової війни в Югославській Македонії. Цей день був національним святом в Соціалістичній Республіці Македонія, пізніше в Північній Македонії він також був оголошений державним святом. Цей день є неробочим.

## Історія
Під час Другої світової війни держави Осі вторглися до Королівства Югославія. 11 жовтня 1941 року югославські комуністи в Вардарській Македонії почали організовувати збройне повстання проти своїх болгарських окупантів, що почалося з нападу на місцеву поліцейську дільницю в Прилепі. Повстання 11 жовтня поклало початок війні за звільнення від нацистської окупації, яка збіглася з подальшим підйомом Македонського комуністичного руху опору в наступні роки, яке тривало до 1944 року.

## Святкування
Кожного року 11 жовтня тут проходять офіційні церемонії, публічні виступи та урочистості з нагоди Дня Македонського повстання. Існує також офіційна нагорода під назвою «11 жовтня».

## Розбіжності
Прославлення комуністичного партизанського руху стало однією з головних завдань повоєнної Югославської політичної пропаганди. Після здобуття Республікою Македонією незалежності в 1990-і роки македонські історіографи не стали переглядати югославське комуністичне минуле. Насправді, коли болгарська армія увійшла в Вардарську Македонію 19 квітня 1941, місцеві жителі вітали солдатів як визволителів. Після цього місцеві комуністи потрапили в сферу впливу Болгарської комуністичної партії. Однак після вторгнення Німеччини в СРСР в червні 1941 року Комінтерн у серпні ухвалив рішення і македонські комуністи приєдналися назад до Югославської Комуністичної партії. 11 жовтня була скоєно напад на болгарську поліцейську дільницю в Прилепі. Єдиною жертвою цього нападу став місцевий поліцейський, який був покликаний в болгарську поліцію. Незабаром після цього більшість провідних югославських комуністів були вбиті або заарештовані і поміщені у в'язницю аж до державного перевороту в Болгарії в 1944 році. Протягом 1942 року і здебільшого 1943 року опір було слабким і нечисленним.